# Návarov (železniční zastávka)
Návarov je železniční zastávka u stejnojmenné osady, části obce Zlatá Olešnice. Zastávka leží na železniční trati Železný Brod – Tanvald. V roce 2018 zde na znamení zastavovaly všechny po tomto úseku vedené osobní vlaky.

## Historie

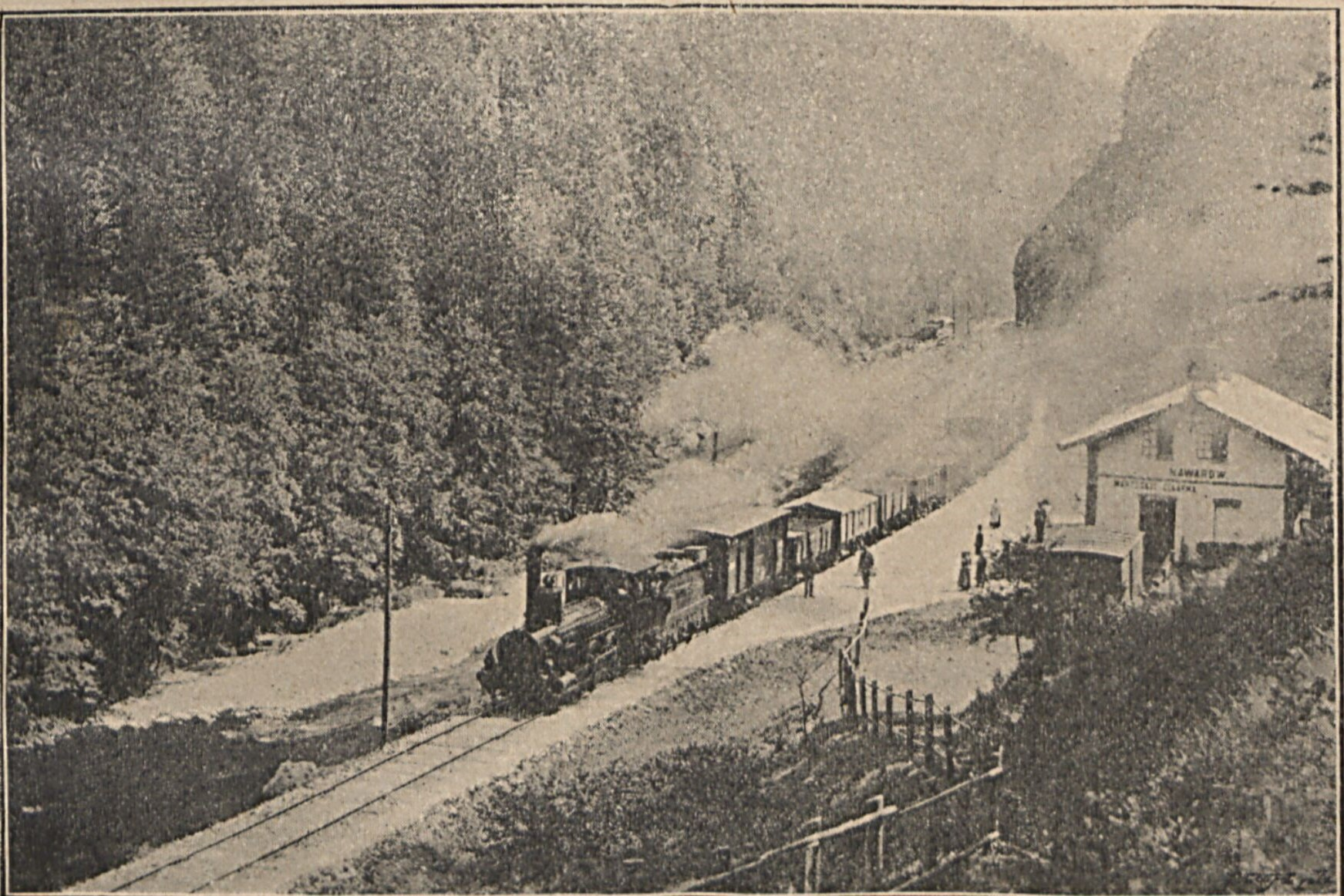
Zastávka v roce 1906

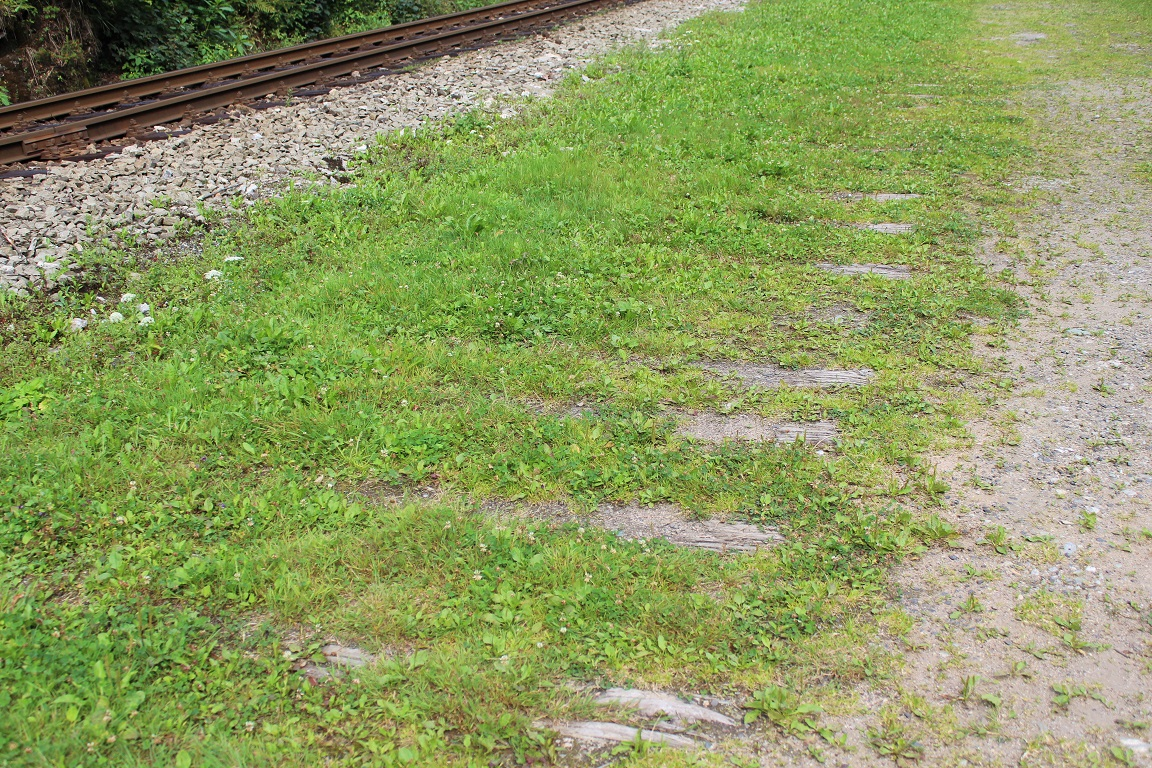
Zbytky kusé koleje

Zastávka, která v té době nesla název Nawarow, byla otevřena dne 15. května 1876, ale díky malé využívanosti byla již v roce 1879 zrušena.
Místní správa ovšem požadovala její obnovení. To bylo zrealizováno dne 1. prosince 1883. Došlo zde také ke zřízení kusé koleje (v roce 1908 prodloužené o 50 metrů) s malým nákladištěm a zařízení na dozbrojování lokomotiv vodou. Z peněz majitele návarovského velkostatku zde byla vystavěna zděná čekárna. Jako skladiště posloužil vyřazený nákladní vůz.
Dopravna byla až do 1. května 1924 (kromě první světové války) samostatným staničním úřadem. Toho data zde byla zrušena staniční služba a dopravna byla změněna pouze na zastávku s nákladištěm a prodejem jízdenek.
V roce 1929 zde bylo postaveno nové skladiště a v roce 1936 sem byl doveden elektrický proud.
Vzhledem ke snižujícímu se zájmu o železniční dopravu (osobní i nákladní) zde byl v roce 1973 zrušen prodej jízdenek a v roce 1986 v rámci rekonstrukce tratě snesena kusá kolej a nákladiště. O dva roky později opustili staniční budovu poslední nájemci a v roce 1993 byla pro špatný stav stržena. Místo ní byl postaven plechový přístřešek.

## Popis
Zastávka je jednokolejná, má sypané nástupiště s betonovým obrubníkem. Na zastávce je postaven malý plechový přístřešek s lavičkou, odpadkovým košem a cedulí s názvem stanice. Osvětlení je zajištěno několika nízkými lampami, které zde byly instalovány v roce 2015. Ve stejné době sem byl nainstalován i staniční rozhlas.
Přístup do žádné části zastávky není bezbariérový a je zajištěn úzkou lesní pěšinou.